# ليكسوس
ليكسوس (بالأمازيغية:ⵍⵉⴽⵙⵓⵙ؛ بالفينيقية: 𐤋𐤊𐤔؛ باللاتينية: LIXVS) هي مدينة أثرية شيدها الفينيقيون في القرن الثاني عشر قبل الميلاد. كانت البلدة واحدة من سلسلة بلدات فينيقية على طول المحيط الأطلسي غرب وشمال المغرب، وتجاورها بلدات فينيقية أخرى مثل مدينة شالة والصويرة. وعندما سقطت قرطاج لروما في الحروب البونية، أصبحت البلدة مدينة رئيسية في موريطنية الطنجية.

## جغرافيا
بنيت البلدة على الضفة اليمنى لوادي اللوكوس من المدخل الشمالي للعرائش فوق هضبة تسمى التشوميس، وهي مطلة على الساحل الأطلسي على علو 80 مترا. ومن ذاك العلو، تشرف البلدة على أهوار عديدة تشكلها الأنهار. وتحاط البلدة شمالا بهضاب عديدة هي ذاتها محاطة بغابات البلوط الفليني. تقدر مساحة البلدة بأكثر من 75 هكتار. وفي ما عثر عليه من الآثار هناك، حمامات رومانية ومعابد وجدران تعود إلى القرن الرابع الميلادي، هنالك كذلك أرضية فسيفسائية وكنيسة نصرانية، وبقايا أخرى محيرة. وتشير نتائج الأبحاث إلى أن الحالة الجيدة نسبيًا لصخور البناء في ليكسوس مرتبطة بالعوامل الجوهرية مثل المعادن والخصائص البتروفيسائية، إلى جانب التأثير الإيجابي للظروف المناخية في المنطقة.

## اكتشاف وتقييم أهمية الموقع

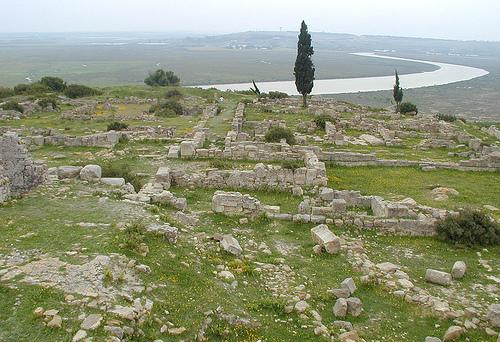
ليكسوس

وقد جرى اكتشافها على عدة مراحل خلال القرن التاسع عشر الميلادي، إذ بدأ اهتمام الباحثين الغربيين بالموقع سنة 1845 وسنة 1877م حيث تعرف عليها الباحث الفرنسي جاك فيتسو، ثم في سنة 1890م وضع الباحث الفرنسي هينري دولا مرتينيير أول تصميم للموقع من خلال دراسته لتاريخ المدينة، إلا أن الحفريات الرئيسية بدأت سنة 1925م من طرف باحث إسباني موفد من طرف مصلحة الآثار الإسبانية خلال استعمارهم لمدينة العرائش، ولكن الأبحاث الأكثر أهمية كانت في فترة القرن العشرين والتي قام بها باحث إسباني آخر ميكييل ديتراكييل وذلك خلال الخمسينات حيث تركزت على الفترة الفنيقية بالموقع.

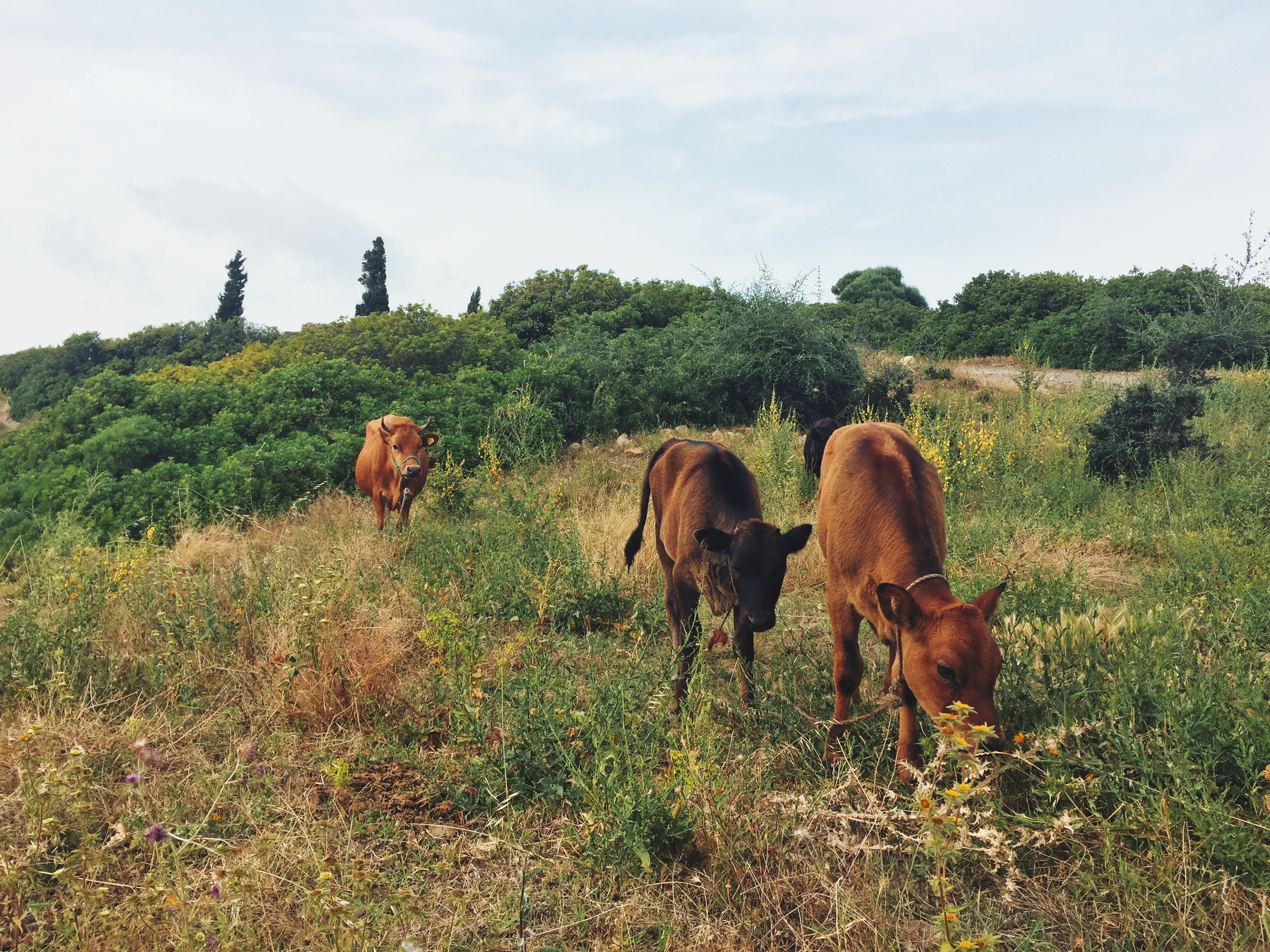
بقر ترعي الأعشاب في موقع ليكسوس قرب مدينة العرائش

خلال أعوام الستيينات قام الباحث الفرنسي ميشيل فوسييك بأبحاثه بالموقع قاده إلى اكتشاف حي المعابد بجميع مبانيه وكذا المسرح الدائري وهكذا جرى التعرف على الموقع بجهود خارجية وبسيطة.
وتعدّ المصادر التاريخية المدينة إحدى أقدم المنشآت الفنيقية بغرب البحر الأبيض المتوسط، إذ يذكر بلنيوس الشيخ، الذي توفي سنة 79م، بناء معبد أو مذبح هرقل المتواجد بجزيرة قريبة من مصب نهر اللوكوس، ويؤرخ له بالقرن الثاني عشر قبل الميلاد.

## أساطير
حدد بعض الكتاب الإغريق القدماء موقع حدائق هيسبيريديس الأسطورية في ليكسوس، حيث زرعت هيرا تفاحات ذهبية أهداها إليها زيوس، وقدد ذكر اسم المدينة عدد من الكتاب مثل حانون القرطاجي وفي الكوزموغرافيا رافينا. وقد اعتقد بعض القدماء أن ليكسوس هي الملاذ الذي التجأ إليه هرقل حيث جمع التفاحات الذهبية.

## تاريخ

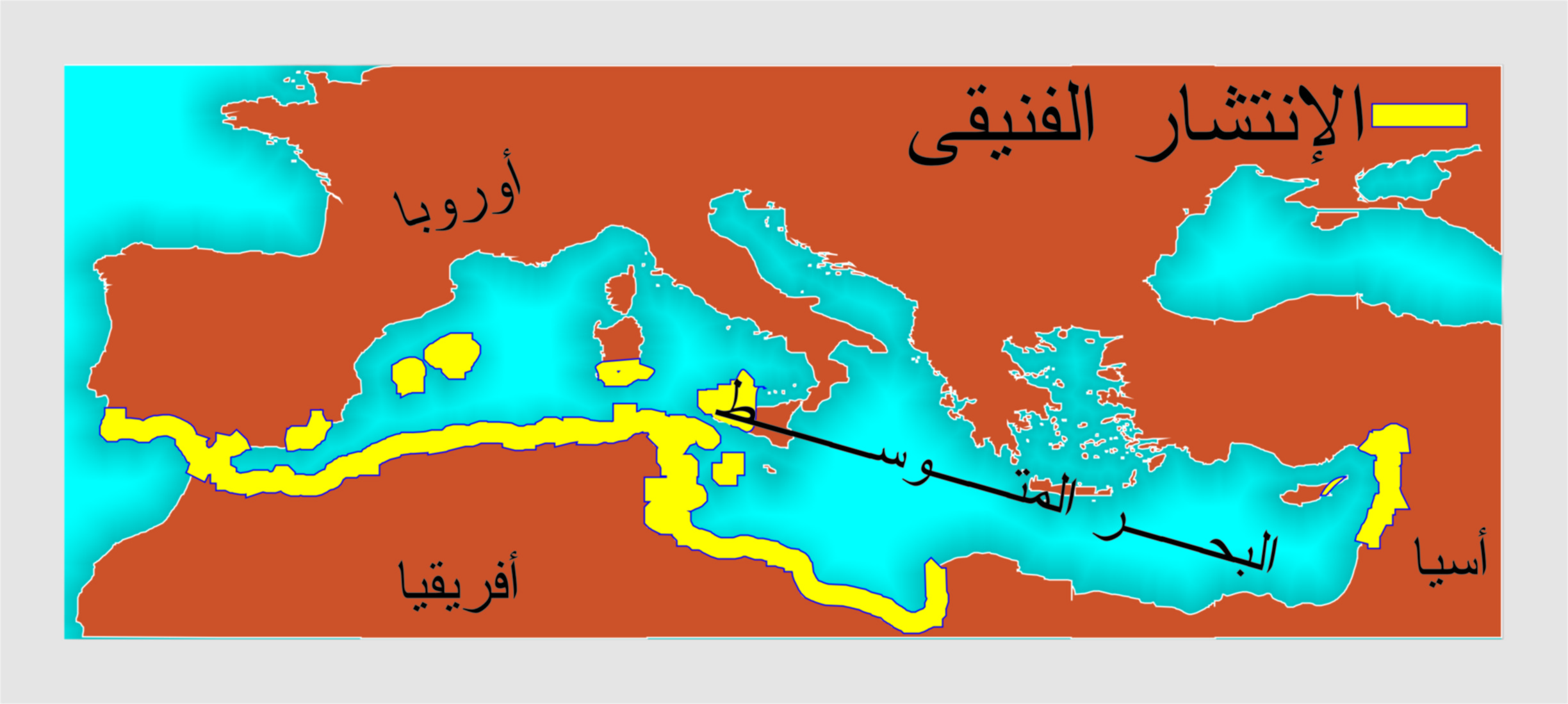
انتشار الفينيقيين في حوض المتوسط

### الحقبة الفينيقة
كان الفينيقيون أول من أسس الموقع، إذ أنشأوا بها مستعمرة لهم وبنوا أساس الموقع في القرن ال12 قبل الميلاد، وكان ذلك الموقع جزءا من سلسلة مستعمرات متفرقات بناها الفينيقون في طرقهم التجارية حول البحر المتوسط والمحيط الأطلسي، إلا أن المدينة سقطت بعدها عندما هزمت قوات القرطاجيين الفينيقين على يد الروم.

### الحقبة الرومانية
ازدهرت المدينة في عهد الإمبراطور كلوديوس (42-43 ب. م) وكان أهلها مواطنين رومان بحقوق كاملة، وتتمتع مدينة ليكسوس بكونها أحد المدن الرومانية القليلة في إفريقيا التي تملك مدرجا رومانيا، وفي القرن الثالث، تحول جل أهل المدينة إلى المسيحية، ويوجد بالمدينة آثار كنيسة. وعلى إثر الأزمات التي عرفتها الإمبراطورية الرومانية مع نهاية القرن الثالث بعد الميلاد أُنشئ سور حول الاكروبول والحي الصناعي ودخلت المدينة عهدا من الانحطاط.

### الحقبة الإسلامية
خلال العهد الإسلامي، تفيد المصادر أن تشمس[بحاجة لمصدر] وهو الاسم الذي كانت تعرف به ليكسوس في هذه الفترة، قد عرفت انبعاثا جديدا حيث أصبحت عاصمة لإحدى الإمارات الإدريسية. إلا أن الأبحاث الأركيولوجية التي أجريت بالموقع لم تكشف إلا عن مسجد صغير ومنزل بفناء بالإضافة إلى عدة قطع خزفية تؤرخ بالفترة الممتدة من القرن الثاني عشر إلى القرن الرابع عشر الميلاديين.

## تطور "حي المعابد"
بناءً على العديد من المراجع، يمكن تقسيم المخطط التطوري لهذا الحي إلى 5 مراحل رئيسية، تتوافق مع 5 فترات تاريخية تميزت كل منها بخصائص معمارية خاصة ومميزة:

### الفترة الفينيقية (من النصف الأول من القرن الثامن إلى القرن السابع قبل الميلاد)
تتوافق الهياكل الفينيقية الأولى للقطاع مع الهيكلين A وL:
- المبنى A الموجه من الشرق إلى الغرب، والذي دُمر من خلال الإنشاءات اللاحقة، يحتفظ فقط ببضعة أقسام من الجدران المنتظمة المصنوعة من الحجارة الرباعية والكتل الصخرية. كشفت الحفريات التي أجريت في المنطقة المجاورة مباشرة عن مواد أثرية متزامنة تعود إلى الفترة الفينيقية (من القرن الثامن إلى النصف الأول من القرن السابع قبل الميلاد).
- تتمتع بقايا الهيكل L بشكل مستطيل؛ اكتُشفت في عام 2000 تحت المبنى K. تنتمي القطع الأثرية المقابلة، بما في ذلك كمية كبيرة من السيراميك المجسم المرتبط بالسيراميك الأحمر، أيضًا إلى الفترة الفينيقية.

في الشمال، وجد الباحثون هيكلًا على شكل حرف L يعود تاريخه إلى فترة ما قبل أوغسطس، وهو عبارة عن كريبتوبورتيكوس (طوله 40 مترًا (130 قدمًا) وعرضه 6 أمتار (20 قدمًا)) بمحور مركزي به أعمدة تدعم منصة علوية. يمكن أن تكون هذه البقايا عبارة عن هيكل ساحة (piazza structure)، أو حرم كبير، مع معبد في الوسط. في الطابق الأرضي، توجد بقايا مساحة تخزين ومنطقة بها حديقة مغلقة بجناح. من المحتمل أن يكون هذا المزار فينيقي الأصل. في الجنوب الغربي من الحي، تحت فناء "الملحقات" للمبنى F، أظهر مسح أثري مستوى من الخزف الفينيقي يتميز بوجود قوي من الفخار الأحمر، وبيثوي، وأباريق من نوع كروز دي نيجرو.

### الفترة البونيقية الموريتانية (من القرن الرابع إلى القرن الثالث قبل الميلاد)
بعد الحرب البونيقية الثانية، حكم الملوك غرب موريتانيا وزاد دور وأهمية منتجات الأسماك من المضايق في التجارة الدولية. تشير القطع العديدة من الجرار المُعدة خصيصًا لتعبئة منتجات الأسماك إلى أن المدينة كانت تصدر الكثير من صيدها.
تمثل المرحلة البونيقية الموريتانية طبقيًا الأثاث المتبقي الذي يعود تاريخه إلى القرن الرابع إلى الثالث قبل الميلاد. تحتوي الطبقات تحت المبنى G على قطع من السيراميك الأتيكي ومواد الجرار التي تشهد على أن المنطقة كانت مأهولة بالسكان المحليين خلال هذه الفترة. في الغرب، سمحت الحفريات الموجودة في المبنى E بالحصول على قطعة يرجع تاريخها إلى النصف الثاني من القرن الأول قبل الميلاد.
يُعرف الجانب الجنوبي الغربي لما يسمى "حي المعابد" باسم "غرف مونتالبان". أُجريت تغييرات في التصميم الداخلي لتلك المباني حوالي عام 30 قبل الميلاد. وشمل ذلك فتح نوافذ وأبواب جديدة ذات أقواس على شكل عقدة في الجدار الجنوبي. وهذا مثال على أعمال التجديد والصيانة العامة لمشروع حضري في المجمع. قبل القرن الأول قبل الميلاد، كانت المدينة تحتوي على مساحة مفتوحة تغطي ما يصل إلى 4000 متر مربع، مرتبة على ثلاث تراسات مع صهريج مزدوج، كما يتضح من الفخار الموجود في هذه المرحلة.

### الفترة الموريتانية (من القرن الثالث إلى القرن الثاني قبل الميلاد)
وجد الباحثون أن المرحلة الموريتانية يمكن تقسيمها إلى مرحلتين:
- المرحلة الأولى: تتميز بظهور حي حقيقي ربما يتكون من منازل وخزان ومباني K وE وB وC. كانت هذه المجموعة من الهياكل موجهة نحو الشرق والغرب، وكانت محاطة بسياج. تسمح لنا المسوحات التي أجريت في تلك المباني المختلفة بتأريخ هذه المرحلة من النصف الأول من القرن الأول قبل الميلاد.
- المرحلة الثانية: شهدت إضافة المبنى المسمى عادةً H والمبنى ما قبل الحراري J،[18] والذي يعود تاريخه إلى زمن أوغسطس أو جوبا الثاني.

حددت الحفريات غرفتين، E، مستطيلتين ببضعة أمتار مربعة تقع في الجنوب الشرقي من القطاع. لديهما أبواب على الجانب الغربي، مما يترك مساحة لممر خلف الجدران. تسبق الغرف دهليز وسلالم المبنى D. وقد بُنيت الغرف تدريجيًا، على عدة مراحل خلال فترة ما قبل أوغسطس. وكان من المفترض أن تدعم طابقًا علويًا، ثم دُمجت في المجمع الجديد المبكر الأوغسطي.
عُثر على مخزن موريتاني عند الحد الغربي للحدائق المقدسة، وهو الهيكل الجديد الذي غطى المخازن. وقد شكل الواجهة الجنوبية لمنطقة ضخمة جديدة تسمى الجناح الغربي (عرض 28 مترًا وطول 100 متر).
في القطاع الشرقي، وجد الباحثون مباني يمكن تفسيرها على أنها أماكن عبادة ذات مخطط أرضي مستطيل (C، A، D، B). يحتوي المبنى C (12.7 م × 10.5 م) على منصة أوبوس كوادراتوم وقبة مربعة تقريبًا ذات أبواب مزدوجة، ويحتوي المبنى D على أرضيات متراكبة في شكل علامة مميزة بالرخام. إن موقعها في الجزء العلوي من المنطقة الحضرية، وبوجود منطقة مفتوحة أمامها، يدعم الاقتراح القائل بأنها كانت معابد بدون مبانٍ كبيرة موضوعة خلفها.
كانت المباني F وG وH عبارة عن هياكل ذات أروقة وحنايا وكانت الحركة بينها كانت سلسة بفضل الأبواب المختلفة. ربما كانت المباني الدينية في شرق الموقع معابد وظلت قيد الاستخدام حتى بعد تجديد الحي في عهد أوغسطس.
تحت رواق المبنى F، يوجد خزان (بطول 9.5 متر وعمق 3 أمتار) يعود تاريخه إلى ما بعد ضم موريتانيا في عام 43 م. ربما كان مرتبطًا بقناة تقع قليلاً إلى الجانب الجنوبي.
في الواقع، استبدلت المنطقة التي تضم الحرم والحدائق وبعض المخازن، والتي جرى بناؤها في المرحلة الموريتانية، بمقر إقامة فخم لجوبا الثاني من موريتانيا يغطي مساحة 7000 متر مربع. كان هذا المسكن أكبر من "قصر جورديانوس" في وليلي، والذي غطى مساحة 4554 مترًا مربعًا فقط.
كان قصر جوبا الثاني على المنحدر العلوي للجانب الجنوبي من تل "شوميش"، واستغل بشكل كامل إمكانيات البانوراما لموقعه، واستخدم عناصر معمارية مثل المحراب أو الأروقة نصف الدائرية، جنبًا إلى جنب مع النوافذ الكبيرة والأبواب الثلاثية. ويُظهِر استخدامًا رائعًا للغموض بين المساحات المغطاة (القاعات والأجنحة)، والأروقة، والحدائق، والمناظر الطبيعية.
هناك بعض الخصائص الغريبة للقصر في ليكسوس: فقد قام المصمم بتوسيع المساحات المخصصة للعملاء. فالفناء مع القواعد يعادل المدخل إلى "تابلينم" (Tablinum) التقليدي، والقاعة في المجمع G عبارة عن Oecus كبير الحجم، وكان نوعًا من المعرض لعرض التماثيل.
وبناءً على هذا التفسير، فإن المبنى F، الواقع في منتصف الحديقة والمحاط بأروقة، سيكون بمثابة التراس الرئيسي لقصر ليكسوس. وكان هذا التراس الكبير بمثابة مكان لإقامة الأحداث الرسمية المهمة، كما كان بمثابة مكان للاحتفال أثناء الاستمتاع بالمناظر الطبيعية.

## التنقيب
لم يكشف في الموقع سوى عن نذر يسير من آثاره لا يتعدى ال10 بالمئة، ورغم أهمية الموقع التاريخية فلا تجد اهتماما شديدا، إذ أن الكثير من الآثار إما سلبت أو دمّرت، وما تبقى منها فقد نقل إلى متاحف تطوان والرباط والعرائش.
وكان اختيار الفينيقيين القادمين من لبنان لهذا الموقع لسهولة الاتصال عبر النهر المؤدي إلى المحيط الأطلسي، وقد جعلوه مركزا وميناءً هاما، ثم انضمت البلدة إلى حكم قرطاج الفينيقي، ثم سقطت أخيرا بيد الروم فجعلوها مدينة رئيسية في المنطقة. وفي عهد الرومان كانت مكانا لأساطير رومانية مثل جنة هيسبيريديس وهي المكان المقدس لهرقل.

## أهم الآثار

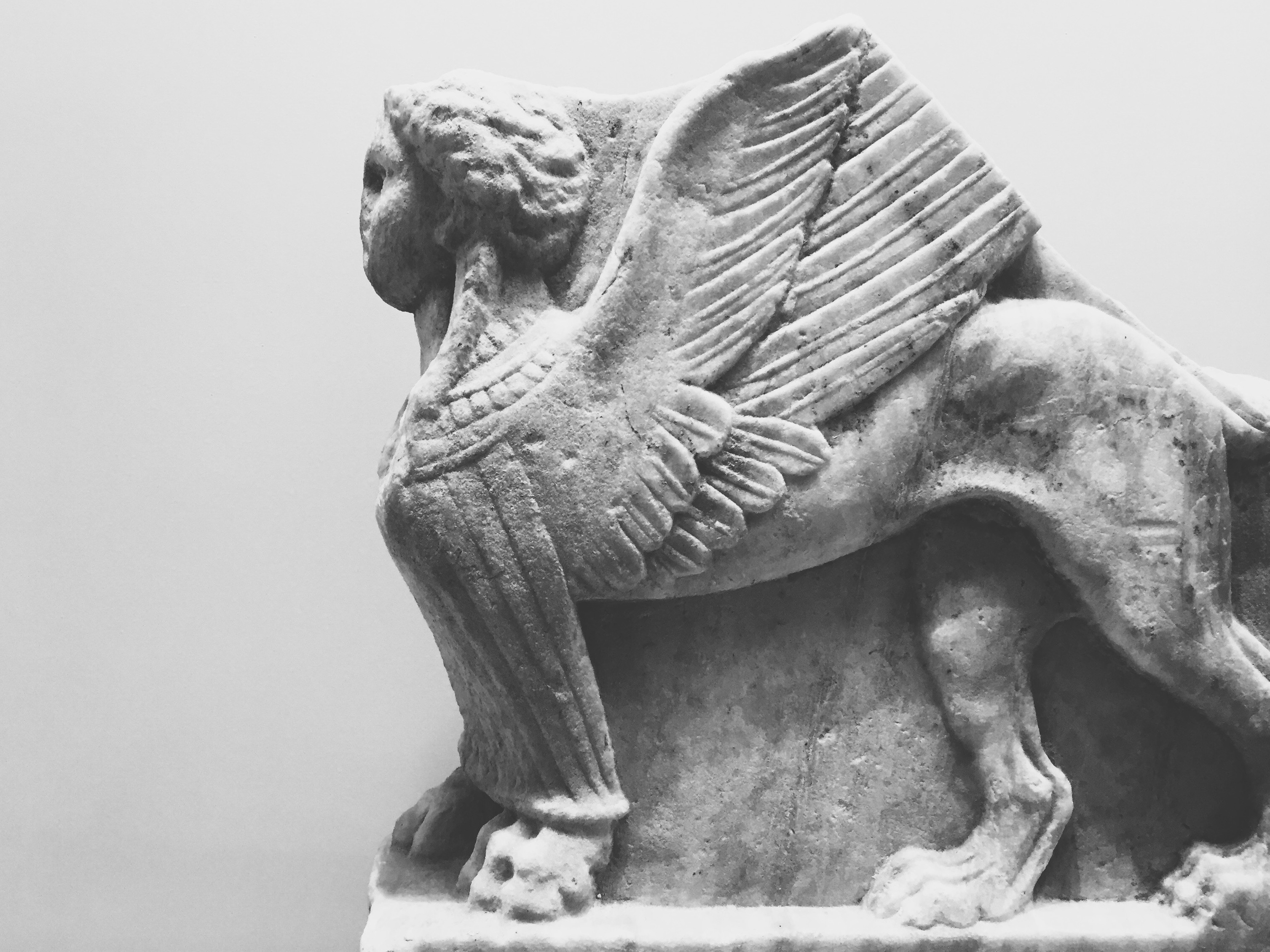
سفنكس منحوت عثر عليه في موقع ليكسوس وهو موجود الآن في متحف التاريخ والحضارات في الرباط

من الآثار الرومانية البارزة في ليكسوس مجموعة من المساكن والقصور المتباينة من خلال أعمدتها الضخمة وأرضيتها المزينة بالفسيفساء ذات أشكال متجانسة ما زال بعض آثارها لحد الآن رغم العبث الذي تعرض له هذا الموقع. من المعالم العمرانية كذلك بعض أماكن تجفيف وتمليح السمك التي امتاز بها سكان المدينة في تلك الفترة والتي تعد من أول مصانع تصبير الأسماك عرفتها المنطقة.
لقد عرفت ليكسوس فترات عمران كبيرة في أيام الرومان ثم أعقبها دمارا كبيرا خلال القرن الثالث الميلادي على إثر الأزمة السياسية والاقتصادية التي عصفت بالإمبراطورية الرومانية حتى القرن الخامس الميلادي، ثم عرفت خلال القرنين الثامن والتاسع الميلادي تغيير اسمها إلى التشوميس التابعة إلى الإمارة الإدريسية وذلك إثر اكتشاف مسجد ومبان بها إلا أنها هُجرت خلال القرن الثالت عشر الميلادي وبُنيت مدينة العرائش الحالية على الضفة الأخرى من مدخل نهر اللوكوس.

## التراث العالمي
انضم موقع ليكسوس إلى «قائمة مواقع التراث العالمي في المغرب» في الأول من تموز/جويلية سنة 1995.